# MyFrenchFilmFestival
MyFrenchFilmFestival ist ein Filmfestival für französischsprachige Filme. Es wurde 2011 von Unifrance ins Leben gerufen und findet jedes Jahr von Mitte Januar bis Mitte Februar statt.

## 11. Festival (2021)
Für die 11. Ausgabe des Festivals, die vom 15. Januar bis 15. Februar 2021 online stattfand, standen zehn Spielfilme, zehn Kurzfilme und dreizehn Filme außerhalb des Wettbewerbs auf dem Programm. Zu den Filmen, die außerhalb des Wettbewerbs gezeigt wurden, gehört unter anderem Jean Cocteaus Klassiker Orphée von 1950.
Im Rahmen des Festivals wurden fünf Preise vergeben, die von einer internationalen Jury, der Öffentlichkeit und der internationalen Presse verliehen wurden. Unter anderem wurde der Animationsfilm Die Schwalben von Kabul (Les Hirondelles de Kaboul) von Zabou Breitman und Éléa Gobbé-Mévellec ausgezeichnet, der nach dem gleichnamigen Roman von Yasmina Khadra entstand.